# Yann M’Vila
Yann M’Vila (ur. 29 czerwca 1990) – francuski piłkarz występujący na pozycji defensywnego pomocnika w klubie AS Saint-Étienne.

## Kariera klubowa
Od 2004 szkolił się w szkółce piłkarskiej Stade Rennais FC. 16 sierpnia 2009 zadebiutował w drużynie zawodowej Stade Rennais FC na szczeblu Ligue 1. 15 stycznia 2011, zdobył swoją pierwszą bramkę w Ligue 1.
23 stycznia 2013 roku podpisał kontrakt z Rubin Kazań. W sezonie 2014/15 M’Vila występował we włoskim Interze, do którego przeniósł się na zasadzie rocznego wypożyczenia wraz z opcją wykupu po zakończeniu rozgrywek. Niestety okres w Mediolanie Francuz nie zaliczył do udanych, dlatego 25 stycznia wypożyczenie zostało skrócone, a M’Vila powrócił do Rosji.
| Sezon   | Klub            | Kraj    | Rozgrywki      | Mecze | Bramki | Rozgrywki Europy | Mecze | Bramki |
| ------- | --------------- | ------- | -------------- | ----- | ------ | ---------------- | ----- | ------ |
| 2008/09 | Stade Rennais B | Francja | CFA            | 16    | 0      | –                | –     | –      |
| 2009/10 | Stade Rennais   | Francja | Ligue 1        | 35    | 0      | –                | –     | –      |
| 2010/11 | Stade Rennais   | Francja | Ligue 1        | 37    | 2      | –                | –     | –      |
| 2011/12 | Stade Rennais   | Francja | Ligue 1        | 38    | 0      | Liga Europy UEFA | 7     | 1      |
| 2012/13 | Stade Rennais   | Francja | Ligue 1        | 16    | 0      | –                | –     | –      |
| 2012/13 | Rubin Kazań     | Rosja   | Priemjer-Liga  | 6     | 0      | –                | –     | –      |
| 2013/14 | Rubin Kazań     | Rosja   | Priemjer-Liga  | 19    | 0      | –                | –     | –      |
| 2014/15 | Inter Mediolan  | Włochy  | Serie A        | 8     | 0      | –                | –     | –      |
| 2015/16 | Sunderland      | Anglia  | Premier League | 37    | 1      | –                | –     | –      |

Stan na: 19 maja 2016 r.

## Kariera reprezentacyjna
Od 2010 roku M’Vila jest zawodnikiem reprezentacji Francji. Występował także w reprezentacjach Francji w innych kategoriach wiekowych: U-16, U-17, U-18, U-19 oraz U-21.

## Sukcesy

### Klubowe
- Stade Rennais
  - Gambardella Cup: 2008

### Reprezentacyjne
- Francja
  - 4. miejsce: (2007) Mistrzostwa Europy U-17 w piłce nożnej
  - Zwycięzca: (2007)  Mistrzostwa Francji U-18 w piłce nożnej

## Życie prywatne
Jego ojciec, Jean Elvis M’Vila pochodzący z Demokratycznej Republiki Konga, także był piłkarzem. Jego brat, Yohan M’Vila, również jest piłkarzem.